# Jagdalpur
Jagdalpur (Hindi जगदलपुर) ist eine Stadt (Municipal Corporation) mit etwa 125.000 Einwohnern im indischen Bundesstaat Chhattisgarh. Sie ist Verwaltungssitz des Distrikts Bastar und war früher die Hauptstadt des ehemaligen Fürstenstaates Bastar.

## Lage
Die Stadt liegt auf dem Südufer des Flusses Indravati, einem Nebenfluss des Godavari, in einer Höhe von ca. 555 m ü. d. M. Raipur, die Hauptstadt des Bundesstaats, ist ca. 285 km (Fahrtstrecke) in nördlicher Richtung entfernt. Das Klima ist warm; Regen fällt nahezu ausschließlich in den Monsunmonaten Juni bis Oktober.

## Bevölkerung
Offizielle Bevölkerungsstatistiken werden erst seit 1991 geführt und regelmäßig veröffentlicht. Der Zuwachs der Bevölkerung in den letzten Jahrzehnten ist im Wesentlichen auf die anhaltende Zuwanderung von Familien aus dem Umland zurückzuführen. 
| Jahr      | 1991   | 2001   | 2011    |
| Einwohner | 66.154 | 87.521 | 125.463 |

Ca. 81,5 % der hauptsächlich Chhattisgarhi und Hindi sprechenden Einwohner Jagdalpurs sind Hindus, gut 9 % sind Christen und gut 5 % sind Moslems; die restlichen 4,5 % entfallen auf Jains (1,8 %), Sikhs (1,2 %) und Buddhisten (1,3 %).

## Wirtschaft
Das Umland von Jagdalpur ist agrarisch geprägt; in der Stadt selbst haben sich Händler, Handwerker und Dienstleister aller Art angesiedelt; in den letzten Jahrzehnten des 20. Jahrhunderts sind kleinere Industrieunternehmen hinzugekommen. Auch der innerindische Tourismus spielt eine bedeutende Rolle im Wirtschaftsleben der Stadt.

## Geschichte
In der Umgebung von Jagdalpur war seit Jahrtausenden Siedlungsgebiet verschiedener Stämme. Die Stadtgründung könnte durch Annama Deva, den Bruder des letzten Herrschers der Kakatiya-Dynastie aus Warangal erfolgt sein, der im Jahr 1324 das Kleinkönigreich Bastar gründete, welches als Fürstenstaat bis zum Ende der britischen Kolonialzeit existierte und erst im Jahr 1948 in der Indischen Union aufging.

## Sehenswürdigkeiten
- Der Bastar-Palast in Jagdalpur war der Sitz der Herrscher des Fürstenstaates Bastar. Die königliche Familie von Bastar wohnt nach wie vor in diesem Palast.
- Mehrere regional bedeutsame, jedoch architektonisch eher unbedeutende Tempel, in denen zum Teil die Glaubensvorstellungen der Stammesbevölkerung weiterleben, befinden sich in der Stadt: Danteshwari Temple, Mavli Temple, Jagannath Temple, Hinglajin Temple u. a.
- Ein archäologisches Museum wurde neu eingerichtet und zeigt interessante Skulpturen aus dem 11. Jahrhundert.

Umgebung

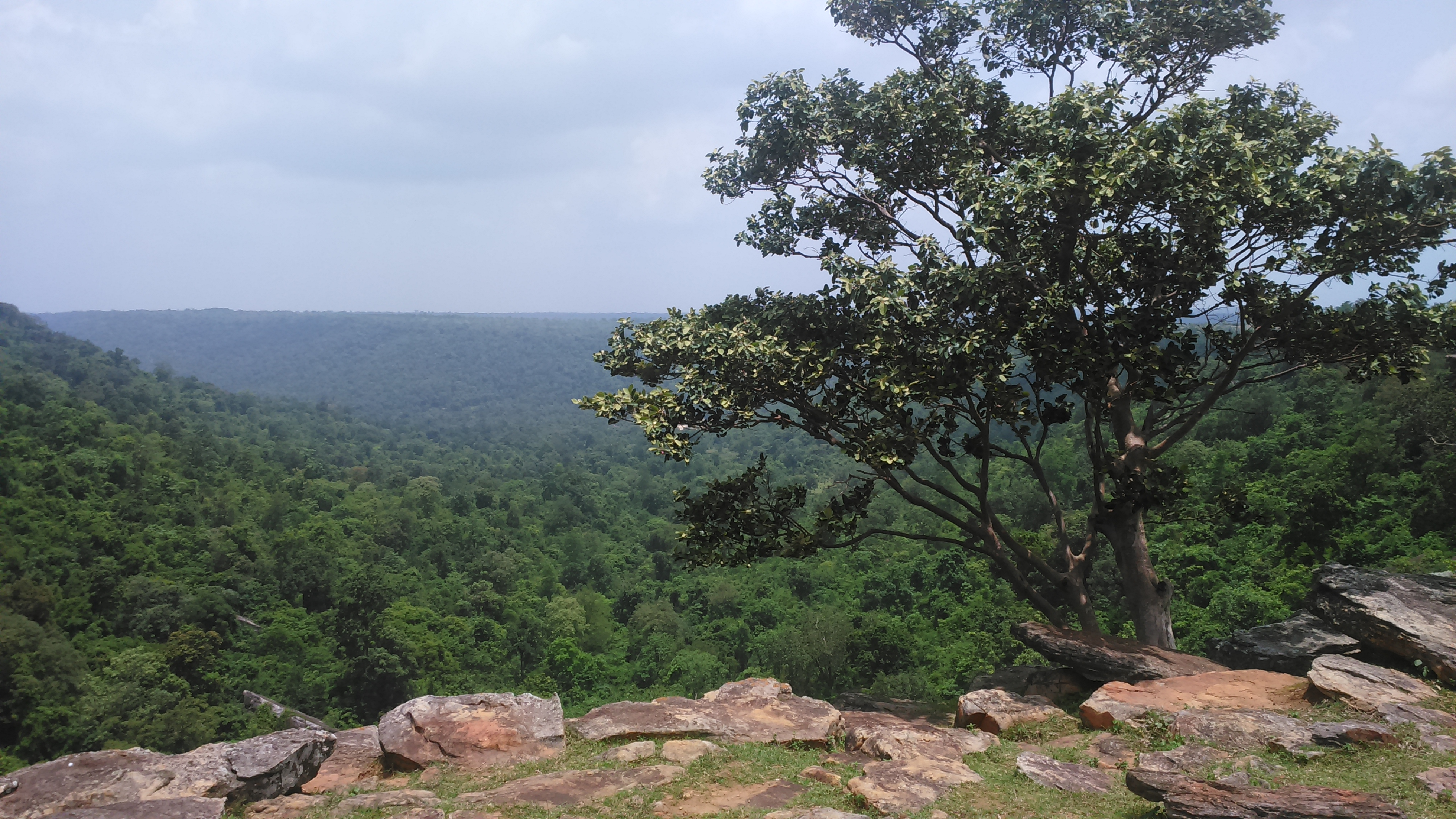
Umgebung von Jagdalpur

Die waldreiche Umgebung von Jagdalpur ist von großer touristischer Anziehungskraft.
- Der knapp 40 km nordwestlich gelegene Chitrakot-Wasserfall am Indravati ist der breiteste Wasserfall Indiens und wird deshalb auch „indischer Niagara“ genannt.
- Gut 30 km südlich befindet sich der Kanger-Ghati-Nationalpark mit den bis zu 2000 m tiefen Kailash- und Kotumsar-Höhlen, dem ca. 91 m hohen Tirathgarh-Wasserfall. In der Nähe des Kholaba-Flusses ist unter anderem das seltene Großkantschil zu sehen.
- Der knapp 90 km südwestlich in der Kleinstadt Dantewada gelegene Danteshwari-Tempel ist der Tempel von Danteshwari, einer regional verehrten Göttin, die als Inkarnation von Shakti angesehen wird.
- Gut 90 km westlich liegt die alte Tempelstadt Barsur.